# Micah Wilkinson
Micah Wilkinson (6 de fevereiro de 1996) é um velejador neozelandês.

## Carreira
Nos Jogos Olímpicos de Verão de 2024, Wilkinson conquistou a medalha de bronze na classe Nacra 17, ao lado de Erica Dawson, totalizando 63 pontos ao decorrer das treze regatas em disputa.